# ALOHA!
ALOHA! var et direkte talkshow med Casper Christensen. Det havde premiere den 2. oktober 2009 på TV 2, og sendtes umiddelbart efter sketchshowet Live fra Bremen, som Casper Christensen også er manuskriptforfatter på.
Programmet er efter Casper Christensens eget udsagn inspireret af den amerikanske talkshow-vært David Letterman.

## Medvirkende

### Sæson 1
- Afsnit 1: Remee, Tal R og Erik Damgaard & Anni Fønsby (2. oktober 2009)
- Afsnit 2: Medina og Henrik Qvortrup (9. oktober 2009)
- Afsnit 3: Michael Poulsen og Anne-Mette Rasmussen (16. oktober 2009)
- Afsnit 4: Jørgen Leth og Henrik Vibskov (23. oktober 2009)
- Afsnit 5: Kira Eggers, Robert Hansen og Thomas Blachman (30. oktober 2009)
- Afsnit 6: Lina Rafn, Arek Onyszko og Laura Christensen (6. november 2009)
- Afsnit 7: Sara, Signe & Sandra, Pia Kjærsgaard og Andrea Elisabeth Rudolph (13. november 2009)
- Afsnit 8: Ole Henriksen, Isam B og Denice Klarskov (20. november 2009)
- Afsnit 9: Asian Sensation, Brian Mikkelsen og Coco Electra (27. november 2009)
- Afsnit 10: Niels Hausgaard og D-A-D (4. december 2009)

### Sæson 2
- Afsnit 1: Tom Kristensen, Martin Kongstad og Mads Larsen (5. februar 2010)
- Afsnit 2: Søren Fauli, Nikolaj Coster-Waldau, Kristian von Hornsleth og Amalie Szigethy (12. februar 2010)
- Afsnit 3: Martin Buch, Rasmus Botoft, Dennis Knudsen og Sidney Lee (19. februar 2010)
- Afsnit 4: Michael Nyquist, Rune Glifberg og Michael Bjørnson (26. februar 2010)
- Afsnit 5: Pernille Vallentin, Barbara Zatler og Morten Spiegelhauer (5. marts 2010)
- Afsnit 6: Anders Matthesen, Zumba-Fritz og Pelle Hvenegaard (12. marts 2010)
- Afsnit 7: Ulla Terkelsen, Christian Aarøe Mortensen og Anders Lund Madsen (19. marts 2010)
- Afsnit 8: Wassim Hallal, Simon Jul og Ida Corr (26. marts 2010)

### Sæson 3
- Afsnit 1: Fredrik Skavlan, Mikael Bertelsen og Frederik Fetterlein (17. september 2010)
- Afsnit 2: Amalie og hendes mor (Caspers mor), Flemming Østergaard og Ami James (24. september 2010)
- Afsnit 3: Joachim B. Olsen, Dejan Cukic og David Coulthard (2. oktober 2010)
- Afsnit 4: Sys Bjerre, Marco Evaristti, Kim Grenaa og Uffe Buchard (9. oktober 2010)
- Afsnit 5: Thure Lindhardt, Jon Nørgaard, Palle Strøm og Keld Reinicke (15. oktober 2010)
- Afsnit 6: Ole Bornedal, Sort Sol og Frank Hvam (22. oktober 2010)
- Afsnit 7: Brian Holm & Mark Cavendish, Ivana Chubbuk og Jonatan Spang (29. oktober 2010)
- Afsnit 8: Morten Breum, Chris Breum & Thomas Hvass-Skovlund og Martin Brygmann (5. november 2010)

### Specials
- Bremen Special: Christiane Schaumburg-Müller, Julie Zangenberg, Lisbeth Wulff, Thomas Warberg, Andreas Bo, Lars Hjortshøj og Lasse Rimmer (11. februar 2011)